# Rơ le bảo vệ
Trong kỹ thuật điện, Rờle bảo vệ (tiếng Anh: protective relay) là một thiết bị được thiết kế để gửi tín hiệu cắt máy cắt khi trong lưới điện có một lỗi/sự cố nào đó được phát hiện. Các Rờle bảo vệ đầu tiên là các thiết bị điện từ, dựa trên hoạt động của cuộn dây điện từ tác động lên các bộ phận truyền động để phát hiện các điều kiện hoạt động bất thường như quá dòng, quá áp, dòng công suất ngược, quá hoặc thấp tần số. Rờ le bảo vệ kỹ thuật số dựa trên bộ vi xử lý hiện nay mô phỏng lại hoạt động của các thiết bị cơ trước kia, cũng như hỗ trợ nhiều loại bảo vệ và giám sát mà các loại các Rờle cơ điện không thể thực hiện được. Trong nhiều trường hợp một Rờ le dựa trên bộ vi xử lý duy nhất có thể đảm nhiệm được các chức năng của hai hoặc nhiều hơn các Rờ le cơ. Bằng cách kết hợp nhiều chức năng trong một hộp đựng, Rờle kỹ thuật số cũng tiết kiệm được chi phí đầu tư và chi phí bảo trì so với các Rờle điện cơ. Tuy nhiên, do tuổi thọ rất cao của chúng, hàng chục ngàn những "người lính canh thầm lặng" (Rờ le cơ điện) này vẫn tiếp tục bảo vệ đường dây truyền tải và các thiết bị điện trên toàn thế giới. Một đường dây truyền tải hoặc tổ máy phát điện quan trọng phải có tủ bảo vệ riêng, với nhiều thiết bị cơ điện độc lập, hoặc một hoặc hai bộ Rờ le vi xử lý.
Các lý thuyết và ứng dụng của các thiết bị bảo vệ là một phần quan trọng trong chương trình đạo tạo của một kỹ sư điện chuyên ngành hệ thống điện. Sự cần thiết phải tác động nhanh chóng để bảo vệ mạch điện cũng như các thiết bị điện thường xuyên là đòi hỏi bắt buộc của các hệ thống Rờle bảo vệ để đáp ứng kịp thời và cắt được máy cắt trong vòng vài phần nghìn của một giây. Trong những trường hợp này điều quan trọng là các Rờle bảo vệ phải được bảo dưỡng đúng cách và được thử nghiệm định kỳ.

## Nguyên lý hoạt động
Các Rờ le bảo vệ cơ điện hoạt động bằng một trong hai nguyên lý hoặc là dùng lực từ để hút, hoặc là cảm ứng từ. Không giống như các Rờle điện cơ loại chuyển mạch với các ngưỡng điện áp hoạt động và thời gian hoạt động cố định và thường không rõ ràng, các Rờ le bảo vệ thường có tuổi thọ dài, có thể điều chỉnh và lựa chọn được các thông số thời gian/dòng điện (hoặc các tham số hoạt động khác). Rờ le bảo vệ có thể sử dụng các mảng đĩa cảm ứng, nam châm có cực từ bị xẻ rãnh, các cuộn dây hãm và tác động, các tác nhân loại cuộn dây điện từ, công tắc Rờ le điện thoại, và mạng dịch chuyển pha.
Các Rờ le bảo vệ cũng có thể được phân loại theo phương pháp đo lường của chúng. Một Rờle bảo vệ có thể đáp ứng với cường độ của đại lượng điện áp hay dòng điện. Loại Rờ le cảm ứng có thể đáp ứng với tích của hai đại lượng trong 2 cuộn dây, thí dụ như công suất trong một mạch điện. Mặc dù một Rờ le điện cơ tính toán tỉ số của hai số lượng là không thực tế, tác dụng tương tự có thể thu được bằng một sự cân bằng giữa hai cuộn dây làm việc, có thể được bố trí để mang lại cá kết quả tương tự.
Nhiều cuộn dây làm việc có thể được sử dụng để cung cấp "độ lệch" cho Rờ le, cho phép điêu khiển độ nhạy của phản ứng trong một mạch bởi một Rờ le khác. Các kết hợp khác nhau của "mô-men làm việc" và "mô-men hãm" có thể được tạo ra trong Rờ le.
Bằng cách sử dụng một nam châm vĩnh cửu trong mạch từ, Rờ le có thể phản ứng với dòng điện theo hướng ngược lại. Các Rờle phân cực như vậy được sử dụng trên các mạch điện một chiều để phát hiện các hỏng hóc, ví dụ như, dòng công suất ngược đi vào máy phát điện. Các Rờ le này có thể được sản xuất theo tiêu chuẩn ổn định kép, duy trì một tiếp điểm khép mạch khi không có dòng trong cuộn dây và cần có dòng điện ngược để reset lại. Đối với các mạch AC, nguyên tắc này được mở rộng với một cuộn dây phân cực nối với một nguồn điện áp tham chiếu.
Các tiếp điểm trọng lượng nhẹ làm cho các Rờle nhạy hơn, có thể tác động một cách nhanh chóng, nhưng tiếp điểm nhỏ không thể mang hoặc cắt được dòng điện lớn. Thường thì các Rờle đo lường sẽ kích hoạt các Rờ le phụ phần ứng loại điện thoại.
Trong một nhà máy lắp đặt nhiều Rờle điện cơ, sẽ rất khó để xác định thiết bị nào tạo ra tín hiệu gốc đưa đi tác động mạch bảo vệ. Đây là thông tin hữu ích để giúp cho nhân viên vận hành xác định được nguyên nhân gây ra các lỗi và ngăn chặn việc xảy ra sự cố tương tự một lần nữa. Rờle có thể được trang bị với một bộ phận "đích" hay "cờ", bộ phận này sẽ được nhã ra khi tiếp điểm hoạt động, để hiển thị một dấu hiệu màu đặc biệt khi Rờ le tác động.

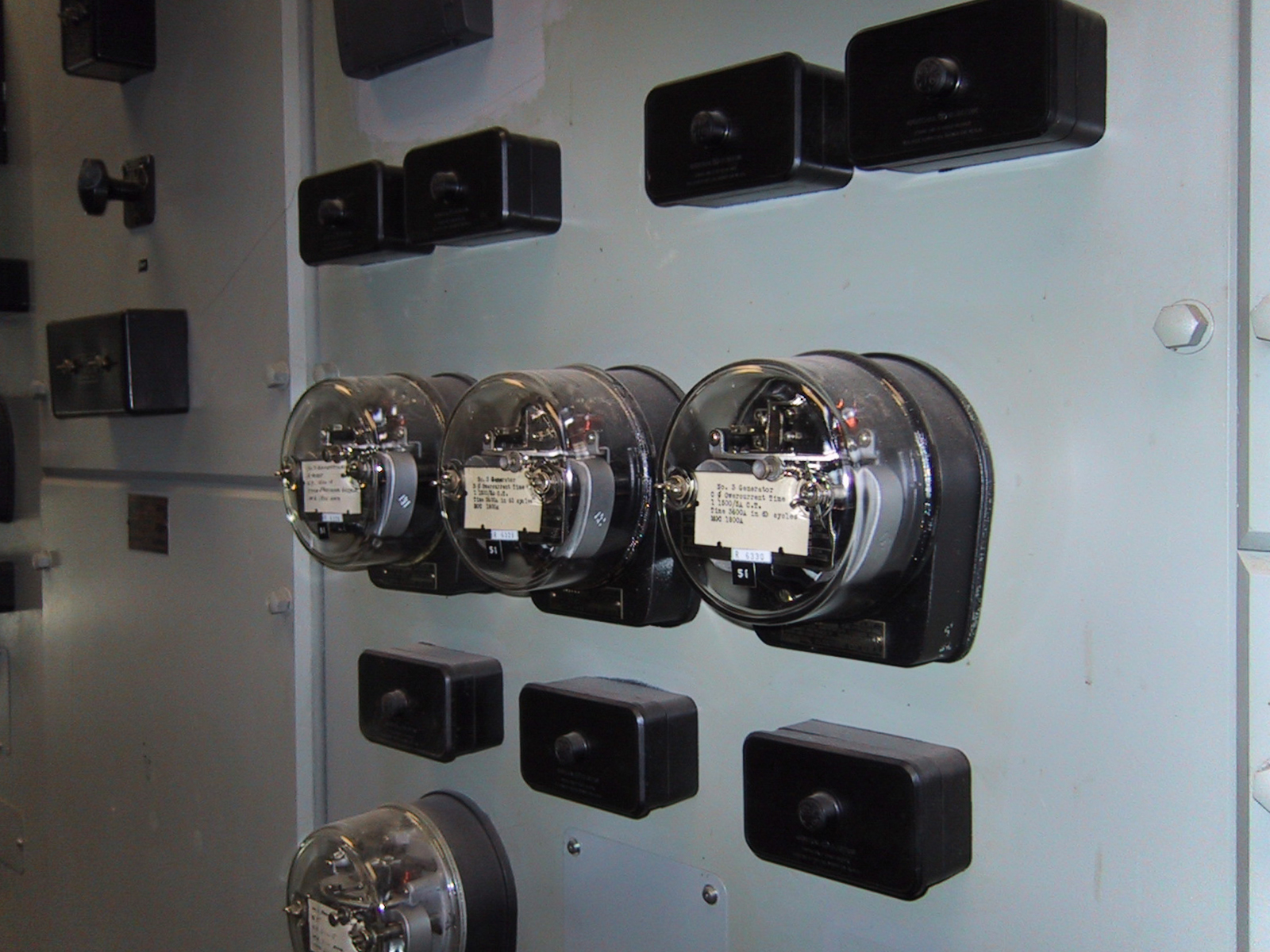
Rờ le bảo vệ điện cơ tại một nhà máy thủy điện. Các Rờ le này được gói trong các hộp kính. Các thiết bị hình chữ nhật là các khối kiểm tra kết nối, sử dụng cho việc kiểm tra và cách ly các mạch biến áp trong thiết bị

## Phân loại theo cấu tạo

### Điện cơ
Rờle điện có thể được phân thành nhiều loại khác nhau như sau:
| - Hút lõi thép | - Cuộn dây dịch chuyển | - Cảm ứng | - Động cơ | - Cơ khí | - Nhiệt |

Các Rờ le kiểu "phần ứng" có một đòn bẩy xoay tì lên một bản lề hoặc dao, có thể mang theo một tiếp điểm di chuyển. Những Rờle này có thể làm việc trên cả dòng điện xoay chiều và dòng điện một chiều, nhưng đối với dòng điện xoay chiều, một vành chắn trên cực sẽ được sử dụng để duy trì lực tiếp xúc trong suốt chu kỳ làm việc của dòng điện xoay chiều. Bởi vì khoảng cách không khí giữa các cuộn dây cố định và phần ứng chuyển động trở nên nhỏ hơn khi Rờ le làm việc, dòng điện cần thiết để duy trì cho Rờ le đóng phải nhỏ hơn nhiều so với dòng để tác động nó ban đầu. "tỷ lệ trở về" hay "sai lệch" là thước đo để biết phải giảm dòng điện xuống bao nhiêu để reset Rờ le đó.
Một ứng dụng biến thể của nguyên tắc thu hút là loại pít tông hoặc cuộn dây solenoid. Một Rờ le lưỡi gà là một ví dụ về nguyên tắc thu hút.
Các đồng hồ "dịch chuyển cuộn dây" sử dụng một vòng dây lồng trong một nam châm đứng yên, tương tự như một điện kế nhưng với một cần tiếp điểm thay vì là kim chỉ thị. Điều này có thể được thực hiện với độ nhạy rất cao. Một loại của Rờ le kiểu di chuyển cuộn dây đó là treo việc cuộn dây từ hai dây chằng dẫn điện, cho phép cuộn dây đi được rất dài.

### Rờ le quá dòng đĩa cảm ứng
Các đồng hồ đĩa "cảm ứng" làm việc bằng cách cảm ứng dòng điện trong một đĩa quay tự do; chuyển động quay của đĩa lại tác động lên tiếp điểm. Rờ le cảm ứng chỉ hoạt động với dòng điện xoay chiều; nếu hai hoặc nhiều cuộn dây được sử dụng, chúng phải có cùng tần số nếu không sẽ không có lực tác động nào được tạo ra.  Rờle điện từ sử dụng nguyên lý cảm ứng được phát hiện bởi Galileo Ferraris vào cuối thế kỷ thứ 19. Hệ thống cảm ứng từ trong Rờ le quá dòng đĩa cảm ứng được thiết kế để phát hiện quá dòng điện trong hệ thống điện và làm việc với thời gian trễ được xác định trước, khi tiến tới giá trị giới hạn quá dòng nhất định. Để hoạt động, hệ thống từ tính trong các Rờle sẽ tạo ra mô-men xoắn tác động trên một đĩa kim loại để làm tiếp điểm, theo phương trình dòng điện / mô-men xoắn cơ bản sau đây:
T = K \times \phi_1 \times \phi_2 \sin \theta
Trong đó
K - là hằng số\phi_1 và \phi_2 là từ thông\theta là góc pha giữa các từ thông
Cuộn dây sơ cấp của Rờ le được cung cấp từ máy biến dòng đo lường của các hệ thống điện qua một cầu nối, được gọi là cắm bộ phân chia (plug setting multiplier) (psm). Thường có bảy nấc làm việc hoặc dãi làm việc bằng nhau xác định độ nhạy của Rờle. Cuộn dây sơ cấp nằm ở phía trên nam châm điện. Cuộn dây thứ cấp có các kết nối trên các nam châm điện trên được năng lượng từ các cuộn sơ cấp và kết nối với các nam châm điện thấp hơn. Khi các nam châm điện phía trên và phía dưới được tích năng (có dòng chạy qua các cuộn dây) chúng tạo ra dòng điện Foucault, được cảm ứng lên đĩa kim loại và chảy qua các đường sức từ. Mối quan hệ này của dòng điện xoáy và chất trợ tạo ra mô-men xoắn tỷ lệ với đầu vào dòng điện của cuộn sơ cấp, do hai con đường thông được ra khỏi giai đoạn 90 °.
Trong một điều kiện quá dòng, giá trị dòng điện tăng lên sẽ có thể thắng được áp lực lò xo trên trục chính và nam châm hãm, làm cho đĩa kim loại xoay về phía tiếp điểm cố định. Chuyển động ban đầu này của đĩa kim loại cũng tạo ra dòng diện dương trên các khe nhỏ thường cắt vào mặt đĩa. Thời gian xoay làm cho các tiếp điểm không chỉ phụ thuộc vào dòng điện mà còn phụ thuộc vào vị trí quay ngược của trục chính, được gọi là thời gian nhân (tm). Thời gian nhân được chia tuyến tính bằng 1/10 của thời gian quay đầy đủ.
Làm cho Rờ le không bị bụi bẩn, đĩa kim loại và trục chính với các tiếp điểm của nó sẽ được tiếp xúc cố định, do đó gửi một tín hiệu đi cắt máy cắt và cô lập mạch điện, tuân theo các thông số thời gian và dòng điện như thiết kế. Dòng giảm (drop off current) của Rờ le là thấp hơn nhiều so với giá trị làm việc của nó, và một khi đạt được giá trị này, Rờle sẽ được reset theo chuyển động ngược lại do áp lực của lò xo điêu khiển chi phối bởi các nam châm hãm.

### Tĩnh
Việc áp dụng các bộ khuếch đại điện tử vào Rờle bảo vệ đã được mô tả đầu tiên vào năm 1928, sử dụng các bộ khuếch đại ống chân không. Thiết bị sử dụng ống điện tử đã được nghiên cứu nhưng không bao giờ được áp dụng trong các sản phẩm thương mại, vì các hạn chế của bộ khuếch đại ống chân không. Một dòng điện dự phòng tương đối lớn là yêu cầu cần thiết để duy trì nhiệt độ ống dây tóc; điện cao áp khó chịu được cấp cho các mạch điện, và bộ khuếch đại ống chân không sẽ rất khó để hoạt động chính xác do nhiễu loạn.
Rờle tĩnh không có hoặc có rất ít bộ phận truyền động đã trở thành thực tế với sự ra đời của bóng bán dẫn. Rờle tĩnh có ưu điểm là độ nhạy cao hơn so với các Rờle sử dụng cơ điện hoàn toàn, bởi vì nguồi cấp cho các tiếp điểm đầu ra được lấy từ một nguồn cung cấp riêng biệt, không phải từ các mạch tín hiệu. Các Rờle tĩnh loại bỏ hoặc giảm hiện tượng giã dò tiếp điểm, và có thể làm việc nhanh, tuổi thọ dài và chi phí bảo trì thấp.

### Kỹ thuật số
Các chức năng của hệ thống bảo vệ điện đang được thay thế bằng các Rờ le bảo vệ kỹ thuật số dựa trên các bộ vi xử lý, đôi khi được gọi là "Rờ le số".
Chúng sẽ chuyển đổi điện áp và dòng điện sang dạng kỹ thuật số và xử lý các kết quả đo bằng cách sử dụng một bộ vi xử lý. Rờ le kỹ thuật số có thể mô phỏng chức năng của nhiều loại Rờle điện cơ rời rạc trong một thiết bị, đơn giản hóa thiết kế và bảo trì thiết bị bảo vệ. Mỗi Rờle kỹ thuật số có thể tự kiểm tra để xác nhận sự sẵn sàng và cảnh báo của nó có tốt không nếu một lỗi hoặc sự cố được phát hiện. Rờle số cũng có thể cung cấp các chức năng như giao diện truyền thông(SCADA), giám sát của các tiếp điểm đầu vào, đo lường, phân tích dạng sóng, và các tính năng hữu ích khác. Rờle kỹ thuật số có thể, ví dụ, lưu trữ hai bộ thông số cài đặt bảo vệ, cho phép các hành vi của Rờle được thay đổi trong quá trình bảo trì các thiết bị đi kèm. Rờle kỹ thuật số cũng có thể cung cấp các chức năng bảo vệ mà Rờ le điện cơ không thể có, đó là tiện ích trong việc tự kiểm tra và truyền thôn với các hệ thống điều khiển giám sát.

### Số (numerical)
Sự phân biệt giữa Rờle kỹ thuật số và Rờ le số dựa trên các đặc điểm kỹ thuật chi tiết, và hiếm khi vượt ngoài chức năng bảo vệ. Chúng có thể được xem là sự phát triển tự nhiên của các Rờle kỹ thuật số là kết quả của những tiến bộ công nghệ. Thông thường, chúng sử dụng một bộ xử lý chuyên dùng cho xử lý tín hiệu số (DSP) làm phần cứng máy tính, đi kèm với các công cụ phần mềm liên quan. Các tín hiệu tương tự đầu vào được chuyển đổi thành một đại diện kỹ thuật số và xử lý theo các thuật toán toán học phù hợp. Quá trình này được thực hiện bằng cách sử dụng một bộ vi xử lý chuyên dụng được tối ưu hóa cho các ứng dụng xử lý tín hiệu, được biết đến như một bộ xử lý tín hiệu kỹ thuật số hoặc được viết tắt là DSP (digital signal processor). Quá trình xử lý kỹ thuật số của tín hiệu trong thời gian thực đòi hỏi một bộ vi xử lý có năng lực rất lớn.

## Phân loại Rờ le thông qua chức năng
Các chức năng bảo vệ khác nhau được trang bị trên một Rờ le nhất định được biểu thị bằng các số thiết bị theo tiêu chuẩn ANSI. Ví dụ, một Rờ le có trang bị chức năng 51 sẽ là một Rờ le bảo vệ quá dòng có thời gian.

### Rờ le quá dòng
Rờ le quá dòng kỹ thuật số là một loại Rờle bảo vệ tác động khi dòng tải vượt quá một giá trị tác động. Số thiết bị ANSI 50 đại diện cho bảo vệ quá dòng tức thời (IOC) và 51 cho bảo vệ quá dòng có thời gian (TOC). Trong một ứng dụng điển hình, Rờle quá dòng được kết nối với một máy biến dòng đo lường và được điều chỉnh để hoạt động tại hoặc lớn hơn một giá trị dòng điện cụ thể. Khi Rờ le này tác động, một hoặc nhiều tiếp điểm sẽ tác động theo và dẫn đến đi cắt (mở) máy cắt.

### Rờ le khoảng cách
Một trong các dạng bảo vệ phổ biến nhất trên hệ thống truyền tải điện cao áp là Rờle bảo vệ khoảng cách. Đường dây điện đã thiết lập trở kháng trên một cây số và cách sử dụng giá trị này và so sánh điện áp và dòng điện khoảng cách đến một lỗi có thể được xác định. Số lượng thiết bị tiêu chuẩn ANSI cho một Rờle khoảng cách là 21.Nó cũng được gọi là Rờ le trở kháng do nó tính toán các sự cố đường dây với việc sử dụng trở kháng mỗi mét của đường dây truyền tải
Có rất nhiều loại Rờle khoảng cách bao gồm cả khoảng cách trở kháng, khoảng cách điện kháng, khoảng cách chênh lệch và khoảng cách mho. 

### Bảo vệ so lệch dòng điện
Một dạng bảo vệ phổ biến cho các thiết bị như máy biến áp, máy phát, thanh cái và đường dây là sai lệch dòng điện. Đây là dạng bảo vệ hoạt động dựa trên định luật Kirchhoff dòng điện, trong đó nói rằng tổng các dòng điện vào và ra một nút sẽ bằng không. bảo vệ so lệch đòi hỏi một tập hợp các biến dòng (máy biến áp loại nhỏ dùng để chuyển đổi dòng điện xuống đến một mức độ có thể đo lường được) tại mỗi đầu của đường dây, hoặc mỗi bên của máy biến áp. Rờ le bảo vệ dòng điện sau đó sẽ so sánh các dòng điện và tính toán sự khác biệt giữa chúng.
Ví dụ, một đường dây từ một trạm tới một trạm khác sẽ có một Rờ le so lệch dòng điện ở cả hai trạm và truyền thông với nhau. Trong một điều kiện bình thường, Rờ le tại trạm biến áp A có thể đọc 500 Ampere (xuất công suất) và trạm B sẽ đọc 500 Ampere (nhập công suất). Nếu một đường bị chạm đất thì sẽ có một xung dòng điện. Các lưới điện cung cấp thường được liên động các lỗi với nhau trong ví dụ trên sẽ được cung cấp từ cả hai đầu của đường dây truyền tải. Rờ le tại trạm biến áp A sẽ thấy một sự gia tăng lớn dòng điện và sẽ tiếp tục xuất công suất. Trạm biến áp B cũng sẽ thấy một sự gia tăng lớn trong dòng điện, tuy nhiên nó cũng sẽ bắt đầu xuất ngược lại. Tiếp đó Rờle bảo vệ sẽ thấy những dòng đi theo các hướng ngược nhau (dịch chuyển pha 180 độ) và thay vì triệt tiêu nhau để tạo thành một tổng zero nó sẽ thấy một giá trị dòng điện rất lớn. Các Rờ le sẽ đi cắt các máy cắt có liên quan. Đây là dạng bảo vệ được gọi là bảo vệ đơn vị, vì nó chỉ bảo vệ những gì nằm giữa các máy biến dòng đo lường.
Thông thường, Rờ le bảo vệ so lệch sẽ có đặc tính "tăng" để trang bị cho điểm làm việc chức năng dòng "thông qua" (through current). Dòng trong đường dây càng cao, thì dòng điện sai lệch cần cho Rờ le để phát hiện lỗi càng lớn. Điều này là cần thiết do sự mất cân đối trong máy biến dòng đo lường. Các lỗi nhỏ sẽ tăng khi dòng điện tăng đến điểm các lỗi có thể gây ra một tác động cắt máy cắt sai, nếu Rờ le sai lệch dòng chỉ có một giới hạn trên thay vì tăng các đặc điểm sai lệch. Máy biến dòng đo lường (CT) có một điểm nơi lõi từ bị bão hòa và dòng điện trong CT không còn tỷ lệ thuận với dòng điện trong đường dây truyền tải. Một CT có thể trở nên không chính xác hoặc thậm chí bị bão hòa vì một lỗi bên ngoài khu vực bảo vệ của nó (lỗi thông qua - through fault), nơi các CT thấy một cường độ dòng điện lớn nhưng vẫn còn cùng hướng.

### Rờ le định hướng
Một Rờle định hướng sử dụng một nguồn phân cực bổ sung của điện áp hoặc dòng điện để xác định hướng của một sự cố (lỗi). Lỗi có thể nằm ở đầu nguồn hoặc bên dưới của Rờ le, cho phép các thiết bị bảo vệ thích hợp được hoạt động bên trong hoặc bên ngoài của vùng bảo vệ.

### Kiểm tra tính đồng bộ
Rờ le kiểm tra đồng bộ dùng để hòa lưới khi tần số và pha của hai nguồn bằng nhau trong một mức độ nào đó. Rờ le "kiểm tra đồng bộ" thường được sử dụng khi hai hệ thống nguồn điện được kết nối với nhau, chẳng hạn như tại một trạm phân phối kết nối hai hệ thống lưới điện, hoặc tại một máy cắt đầu cực máy phát để đảm bảo máy phát được đồng bộ hóa với hệ thống điện trước khi hòa lưới.